# Cathédrale de Saluces
La cathédrale Notre-Dame de l'Assomption (en italien : cattedrale di Maria Vergine Assunta) est une église catholique romaine de Saluces, en Italie. Il s'agit de la cathédrale du diocèse de Saluces, principal lieu de culte de la ville pour les catholiques.  

## Description
La cathédrale a été construite entre 1491 et 1501 sur le site occupé par l'ancienne église paroissiale romane de Santa Maria, documentée dès le début du XIe siècle.
Le bâtiment, érigé en tant que collégiale en 1481 par le pape Sixte IV, est devenu un évêché en 1511 à la demande du pape Jules II.
L'extérieur de l'église est caractérisé par un large escalier, construit en 1842 pour remplacer celui du XVIIe siècle. La façade en brique et en plâtre est ponctuée de trois portails d'entrée. La partie centrale est flanquée de deux colonnes surmontées de deux statues des apôtres Pierre et Paul, et culmine dans une lunette représentant l'Assomption. Les lunettes des portails latéraux représentent en revanche les deux saints patrons de Saluces : Constance et Chiaffredo (ou Théofrède) de la légion thébaine. Un clocher datant de la seconde moitié du XVIIIe siècle flanque le bâtiment.
À l'intérieur, la cathédrale comporte trois nefs avec des voûtes d'arêtes ; la voûte de la nef est décorée dans un style néo-gothique (vers 1850). Les trois fresques qui décorent la contre-façade, avec des épisodes de la vie des saints locaux, datent également du XIXe siècle. 
Plusieurs autels secondaires sont situés dans les deux nefs latérales, sept dans la nef de droite, et sept autres dans la nef de gauche, qui comprend également deux chapelles : celle du Saint-Sacrement et celle du baptistère. On y trouve plusieurs œuvres d'art, datant pour la plupart du XVIe au XVIIIe siècle.  
Le maître-autel est dominé par un groupe de onze statues en bois du début du XVIIIe siècle. 

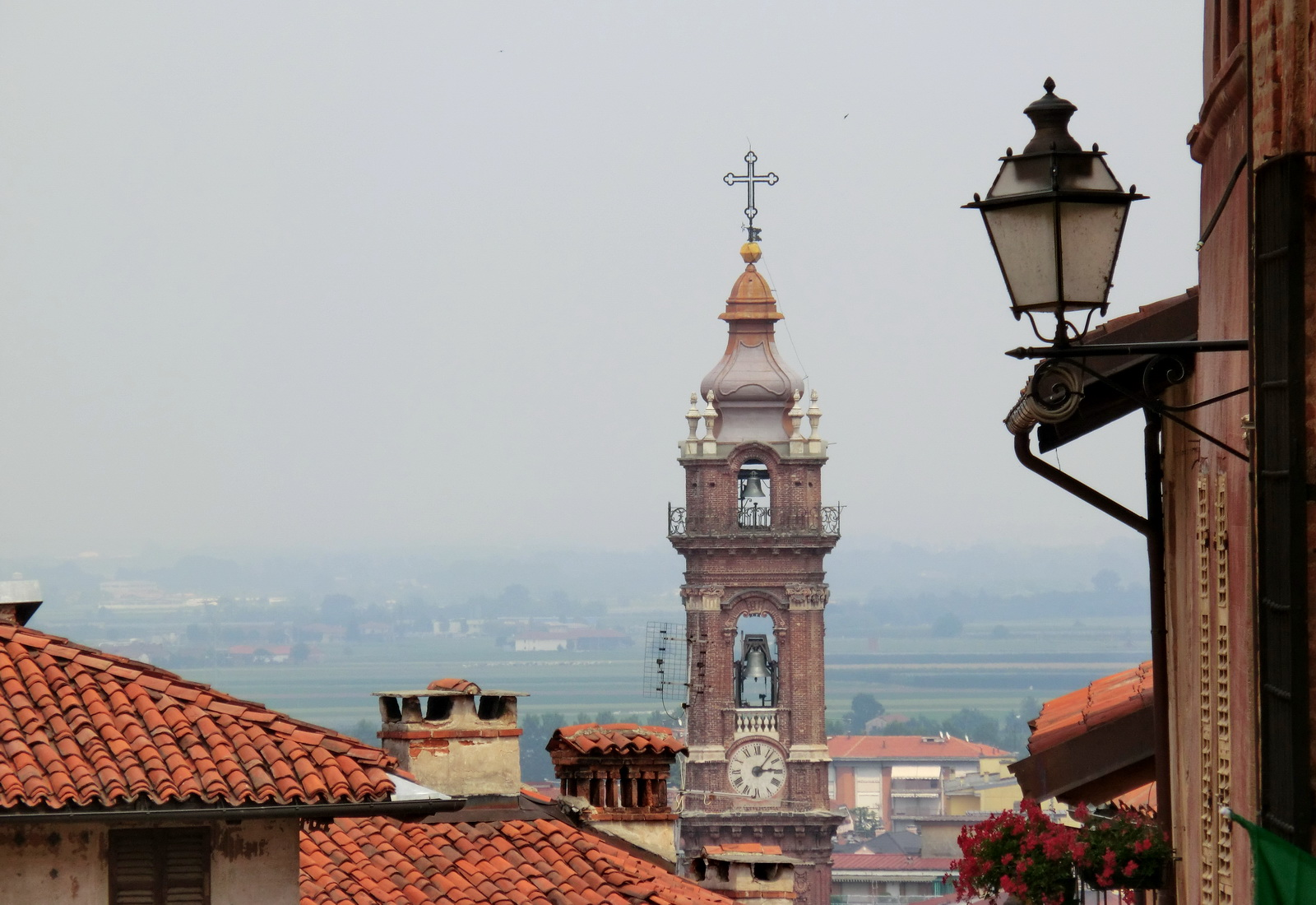
Le clocher dominant la ville.
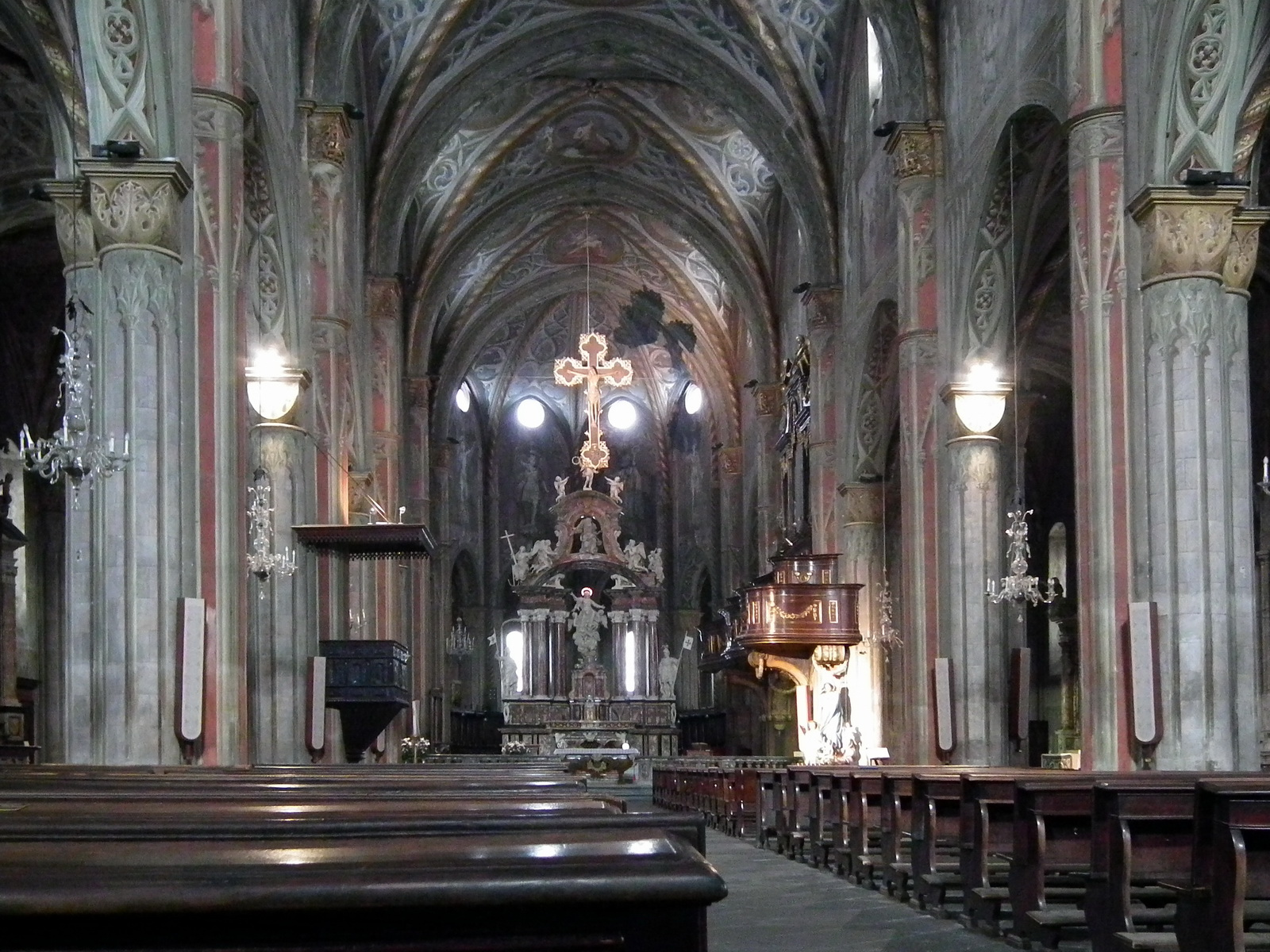
La nef centrale et le chœur.
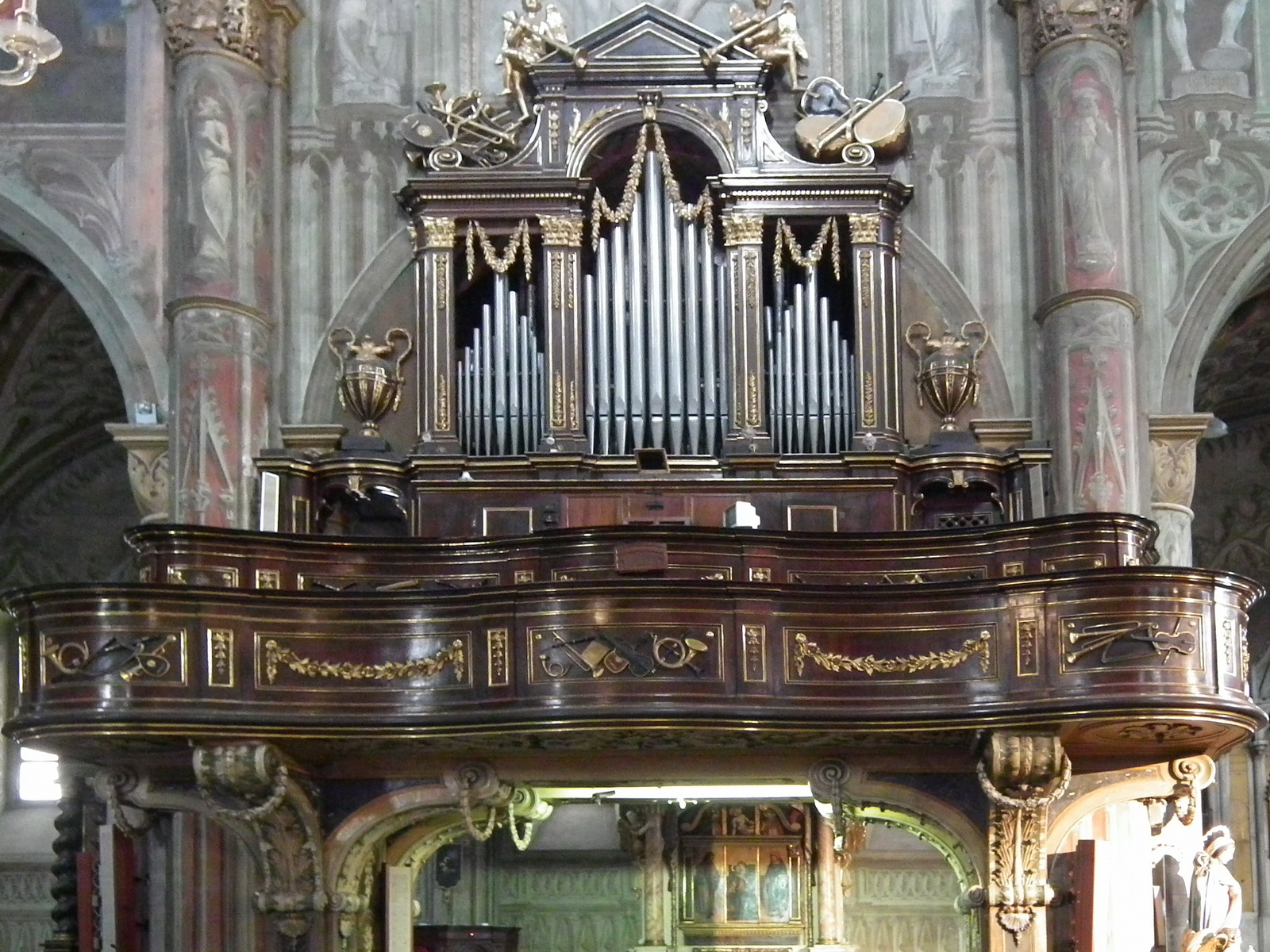
L'orgue.
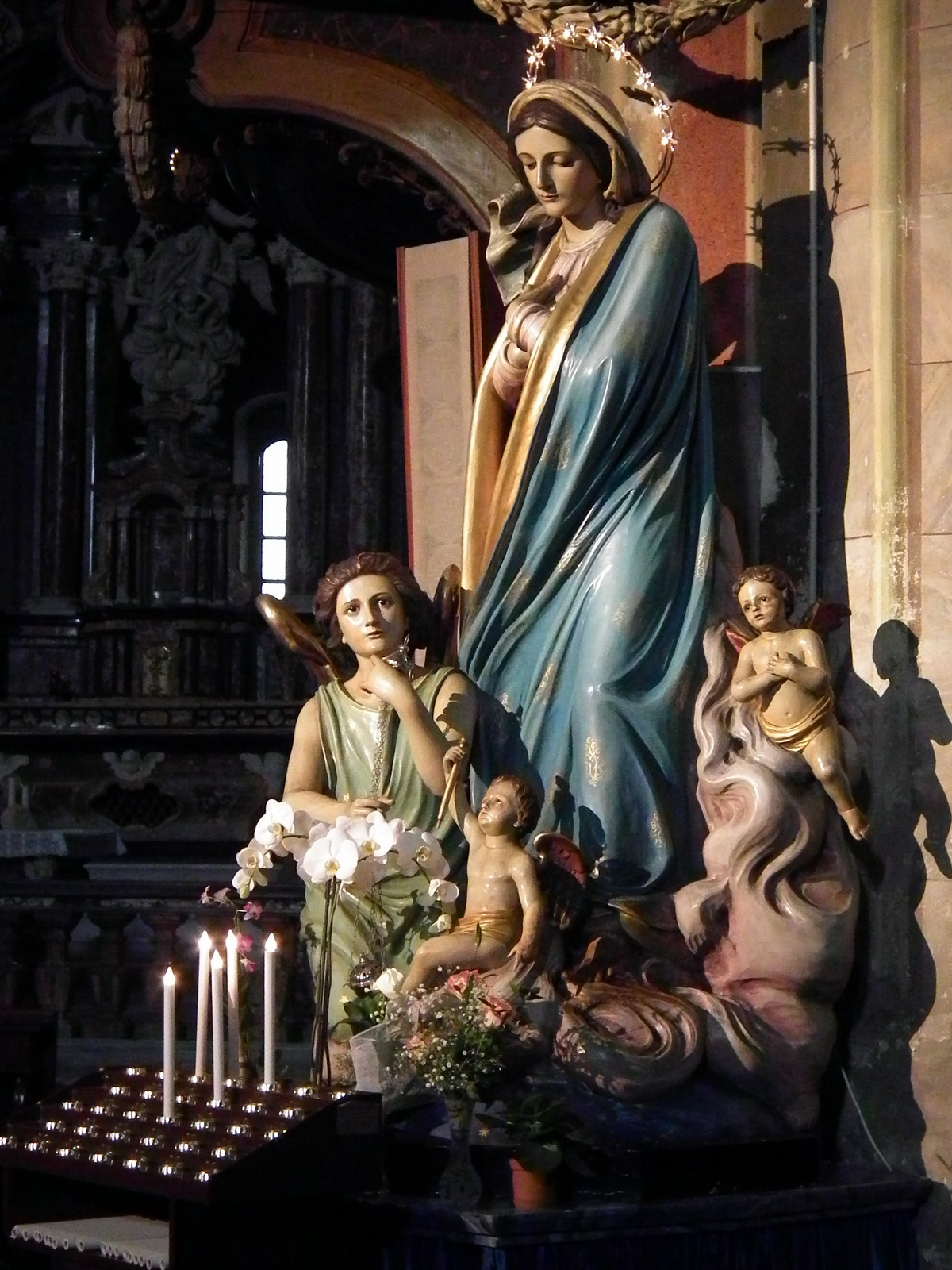
Statue en bois polychrome de la Vierge Marie.